# Каменица (община Каменица)
Вижте пояснителната страница за други значения на Каменица.
Каменица (на македонска литературна норма: Македонска Каменица) е град в Северна Македония, център на едноименната община Каменица (Македонска Каменица).

## География
Градът е разположен на река Каменица, десен приток на Брегалница в областта Осоговия.

## История
В края на XIX век Каменица е малко българско село в Малешевска каза на Османската империя. Гробищната църква „Свети Илия“. Според статистиката на Васил Кънчов („Македония. Етнография и статистика“) от 1900 година Каменица е населявана от 350 жители българи християни.
Цялото християнско население на селото е под върховенството на Българската екзархия. По данни на секретаря на екзархията Димитър Мишев („La Macédoine et sa Population Chrétienne“) в 1905 година в Каменица има 320 българи екзархисти.
След Балканската война селото попада в Сърбия, а след това в Югославия. На 12 февруари 1915 година в в пограничната местност „Ваденик“ са заловени от сръбските окупатори 26 българи от Кочанско, бягащи от сръбския окупационен терор. Сръбските окупатори им крадат парите и по-новите дрехи, карат ги в Каменица, построяват ги в 3 редици и ги застрелват, след което избождат труповете им с щикове, а малко преди да ги застрелят пред очите им сръбските окупатори заколват българина Ангел Костадинов от село Луковица.След Втората световна война селището нараства покрай разработването на съседния рудник Саса и в 1950 година става град. Прекръстено е на Македонска Каменица, за да се отличава от другите градове с името Каменица в Югославия, като Косовска Каменица, Сремска Каменица и други.
По време на българското управление във Вардарска Македония в годините на Втората световна война, Васил Дим. Палашев от София е български кмет на Каменица от 15 юли 1944 до 9 септември 1944 година.
На 28 август 1999 година е поставен темелният камък на църквата „Успение Богородично“.
Според преброяването от 2002 година Каменица има 5147 жители.
| Националност | Всичко |
| македонци    | 5096   |
| албанци      | 0      |
| турци        | 0      |
| роми         | 14     |
| власи        | 0      |
| сърби        | 20     |
| бошняци      | 8      |
| други        | 9      |

## Личности
Родени в Каменица
- Велин Иванов Костадинов (1867 - след 1943), български революционер

Починали в Каменица
- Атанас Михалков Керифеин, български военен деец, подпоручик, загинал през Междусъюзническа война[8]

Други
- Тодор Василев Попвасилев, български военен деец, подполковник, загинал през Междусъюзническа война при Султан тепе, погребан в селото[9]